# HTL21
HTC J butterfly HTL21（エイチティーシー ジェイ バタフライ エイチティーエル ニーイチ）は、台・HTC（輸入元・HTC NIPPON）によって開発された、auブランドを展開するKDDI及び沖縄セルラー電話のCDMA 1X WIN、および第3.9世代移動通信システム（au 4G LTE）対応ストレート型スマートフォンである。

## 概要
- HTCがau向けに製造した4機種目のAndroidスマートフォンである。ISW13HTの後継機種にあたり今回はモバイルWiMAXに代わってLTEに対応している。
- 日本で初めてフルHDディスプレイを搭載し、auとしては初めてAndroid 4.1を出荷時より搭載している。
- 商品名に付けられている「J」はISW13HTの「HTC J」と同様Japan（日本）の意味であり、「butterfly」は蝶の意味である。
- カラーは先代機種のISW13HT同様「レッド」「ブラック」「ホワイト」の3種類がラインナップされており、このうち「ブラック」は背面につや消し処理がなされている。
- 電池パックの容量は2020mAhであり、ユーザーが自ら取り外して新品に交換することはできない[5]。
- 前回のISW13HTでは防水機能の装備は断念されたが、本機ではIPX5等級の防水機能が備わっている。
- ベライゾン・ワイヤレス向けの兄弟機種としてDROID DNAが2012年11月13日に発表となった。こちらは発売日が早く、11月21日に発売された[6]。また台湾や中華人民共和国向けにも、「HTC Butterfly」 がグローバルモデルとして発売されている（仕様は異なる）[7]。
- ISW13HTにはBeats Electronics製のイヤホンが付属していたが、本機には付属していない。ただし別売りオプションとして発売されている[8]。
- With Googleのロゴとbeats audioのロゴの間にある3つの点は飾りではなく、クレードルに対応するための電極部分であり、2013年4月6日に専用クレードルが発売された。

## 歴史
- 2012年（平成24年）10月17日 - KDDI、およびHTC NIPPONより公式発表。
- 2012年11月10日 - 連邦通信委員会（FCC）を通過[9]。
- 2012年12月9日 - 東京・神奈川・千葉・埼玉・茨城・栃木・群馬・山梨・新潟・沖縄の各地区にて全色先行発売[10]。
- 2012年12月14日
  - 先行発売地区と中部・関西・九州以外の地区にてブラックとレッド発売開始。
  - 中部・関西・九州以外地区にてブラック発売開始。
- 2012年12月15日 - 中部・関西・九州地区にてレッド発売開始。
- 2012年12月21日 - 先行発売地区以外の地区にてホワイト発売開始。
- 2013年4月6日 - 卓上ホルダ発売開始[11]。

## プリインストールアプリ
- Skype
- Friends Note
- KDDI Eメール
- FriendStream
- FootPrints
- Peep
- Polaris Office
- Google Talk
- Teeter
- auウィジェット
- うたパス
- ビデオパス
- PlayStation Mobile

など

## 主な機能・サービス
※PC向けWebブラウザが標準装備されている。携帯向けサイト(EZWeb)は他のスマートフォンやPCと同じく閲覧不可。
| 主な機能・対応サービス                                                 | 主な機能・対応サービス                                          | 主な機能・対応サービス              | 主な機能・対応サービス                                |
| ---------------------------------------------------------------------- | --------------------------------------------------------------- | ----------------------------------- | ----------------------------------------------------- |
| Webブラウザ                                                            | LISMO! for Android LISMO WAVE LISMO Store powered by レコチョク | おサイフケータイ                    | ワンセグ DLNA/DTCP-IP                                 |
| au one メール PCメール Gmail EZwebメール                               | デコレーションメール デコレーションアニメ                       | Skype au                            | PCドキュメント                                        |
| au Smart Sports Run & Walk Karada Manager Fitness ゴルフ(web版) 歩数計 | GPS                                                             | au oneナビウォーク au one助手席ナビ | au one ニュースEX au one GREE                         |
| じぶん銀行                                                             | 緊急速報メール かんたんメニュー                                 | Bluetooth                           | 無線LAN機能 (Wi-Fi) テザリング (Wi-Fi・USB) au 4G LTE |
| 赤外線通信 (IrSimple)                                                  | WIN HIGH SPEED                                                  | グローバルパスポート                | auフェムトセル                                        |
| microSD microSDHC                                                      | モーションセンサー(6軸)                                         | 防水                                | 簡易留守録 着信拒否設定                               |

- 安心セキュリティパックはフル対応